# Sierra Grande (Córdoba)

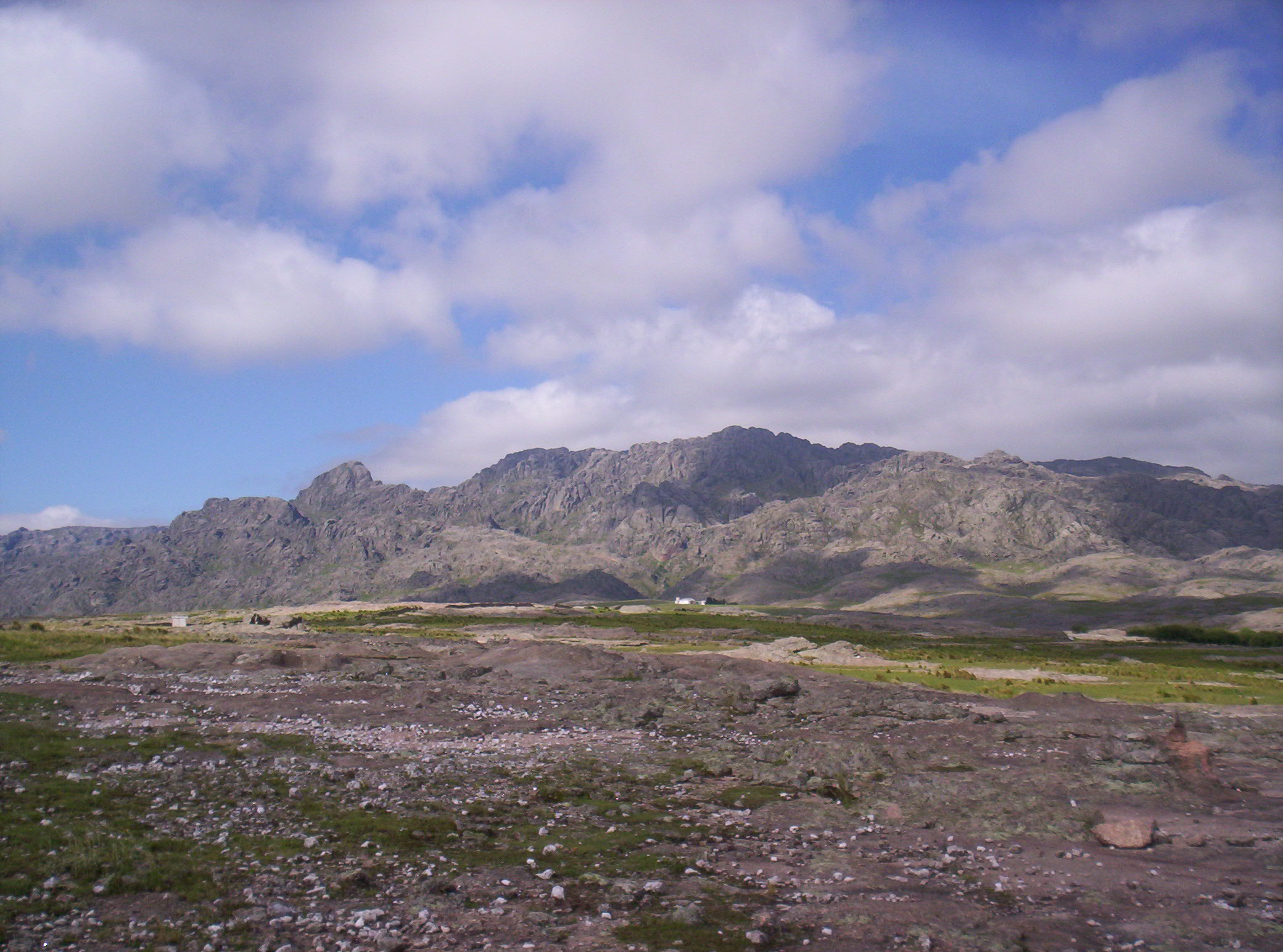
Los Gigantes, der höchste Berg der Sierra Grande

Die Sierra Grande ist eine Bergkette der Sierras de Córdoba im zentralen Argentinien. Sie verläuft in Nord-Süd-Richtung, ihre Länge beträgt etwa 100 km zwischen den Städten Cruz del Eje und Alta Gracia, wo sie in die Sierra de los Comechingones übergeht.
Die höchste Erhebung ist der Cerro Los Gigantes mit 2390 m. Die Sierra wird von mehreren Hochebenen etwa auf der Höhe von 1800 und 2100 m unterbrochen, die Pampas Serranas genannt werden und ein sehr raues Klima aufweisen.
In der südlichen Sierra Grande liegt der Nationalpark Quebrada del Condorito, der eine Schlucht schützt, in der Kondore nisten.
Am Fuß der Sierra Grande liegen die Touristenorte Mina Clavero und Nono.
Siehe auch: Valle de Punilla, Sierra Chica